# 閏振單于
閏振单于（？—前54年），為亞洲古匈奴的君主之一，他於前60年自立單于，是繼烏籍單于之後的另一單于。
开始为休旬王，屠耆单于从弟，姓攣鞮氏，名不明。汉宣帝五凤二年（前56年）兄屠耆单于为呼韩邪单于稽侯狦所败自杀，呼韩邪单于击斩烏籍單于后，复都單于庭，势衰。休旬王率所部五六百骑击杀左大且渠，吞并其兵，在西边自立为闰振单于。五凤四年（前54年），閏振单于率众攻击自立于东边的郅支单于呼屠吾斯，兵败被杀。在位3年。
| 前任： 烏籍單于 | 匈奴單于 前60年立 | 繼任： 郅支骨都侯單于 |